# عبد العزيز محمود
عبد العزيز محمود (11 يناير 1914 - 26 أغسطس 1991)، مغني مصري. ولد في بسوهاج في صعيد مصر اسمه عبد العزيز محمود الخناجري. عمل في شركة (شل) إلى أن أصيب بكسر في إحدى ساقيه، فاستغنت عنه الشركة.
احترف حرفة البمبوطية، وكان معروف في بورسعيد بخفة الدم والصوت الحسن بدأ في التفرغ للغناء وممارسته كمهنة للرزق اشتهر بالغناء في الأفراح والموالد>
سمع صوته الأستاذ مدحت عاصم - رئيس قسم الموسيقى والغناء بالإذاعة فاعتمده بالإذاعة وقدم له أول لحن عام 1937. غنى ولحن أغلب أشكال الغناءالشعبي والعاطفي والوطني. معظم ما غناه كان من ألحانه، وإن كان قد غنى من ألحان ملحنين آخرين مثل رياض السنباطي الذي لحن له "هوه اليتيم يا زمان"

## أهم اغنياته
- منديل الحلو يا منديله
- تاكسي الغرام
- شباك حبيبي
- يا مزوق يا ورد في عوده
- كعبه محني
- مكاحل مكاحل
- يا نجف بنور يا سيد العرسان
- وصفولي حسنك
- لوليتا
- حسن يا حسن
- مرحب شهر الصوم

## افلامه
هذه القائمة تشمل الأفلام التي ظهر بها عبد العزيز محمود، أدّى في بعضها دور البطولة (مثل فيلم منديل الحلو)، وظهر في بعضها الآخر مغنياً فقط (مثل فيلم قلبي دليلي).
| اسم الفيلم       | تاريخ العرض    | المخرج             |
| ---------------- | -------------- | ------------------ |
| عريس الهنا       | 24 أبريل 1944  | إبراهيم لاما       |
| وحيدة            | 18 سبتمبر 1944 | إبراهيم لاما       |
| راوية            | 30 سبتمبر 1946 | نيازي مصطفى        |
| قلبي دليلي       | 6 أكتوبر 1947  | أنور وجدي          |
| سلطانة الصحراء   | 20 أكتوبر 1947 | نيازي مصطفى        |
| المنتقم          | 11 أغسطس 1947  | صلاح أبو سيف       |
| المتشردة         | 28 أبريل 1947  | محمد عبد الجواد    |
| الستات عفاريت    | 15 يناير 1948  | حسن الإمام         |
| التضحية الكبرى   | 1 يناير 1947   | محمد عبد الجواد    |
| ابن عنتر         | 17 نوفمبر 1947 | أحمد سالم          |
| يحيا الفن        | 23 فبراير 1948 | حسن حلمي           |
| هارب من السجن    | 16 فبراير 1948 | محمد عبد الجواد    |
| فوق السحاب       | 29 مارس 1948   | محمود ذو الفقار    |
| فتنة             | 24 مايو 1948   | محمود إسماعيل      |
| خلود             | 3 مايو 1948    | عز الدين ذو الفقار |
| حياة حائرة       | 9 فبراير 1948  | أحمد سالم          |
| الحلقة المفقودة  | 7 أكتوبر 1948  | إبراهيم لاما       |
| البوسطجي         | 17 مايو 1948   | كامل التلمساني     |
| منديل الحلو      | 7 نوفمبر 1949  | عباس كامل          |
| لهاليبو          | 26 سبتمبر 1949 | حسين فوزي          |
| كل بيت له راجل   | 22 سبتمبر 1949 | أحمد كامل مرسي     |
| كلام الناس       | 10 يناير 1949  | حسن حلمي           |
| سر الأميرة       | 1 يناير 1949   | نيازي مصطفى        |
| ست البيت         | 11 أبريل 1949  | أحمد كامل مرسي     |
| السجينة رقم ١٧   | 18 أبريل 1949  | عمر جميعي          |
| أرواح هائمة      | 30 مايو 1949   | كمال بركات         |
| ساعة لقلبك       | 27 مارس 1950   | حسن الإمام         |
| امرأة من نار     | 1 مارس 1950    | جيانى فيرنتشو      |
| أسمر وجميل       | 1 مايو 1950    | عباس كامل          |
| وهيبة ملكة الغجر | 19 نوفمبر 1951 | نيازي مصطفى        |
| شباك حبيبي       | 2 سبتمبر 1951  | عباس كامل          |
| خد الجميل        | 27 ديسمبر 1951 | عباس كامل          |
| جنة ونار         | 1 ديسمبر 1952  | حسين فوزي          |
| المقدر والمكتوب  | 6 أبريل 1953   | عباس كامل          |
| علشان عيونك      | 1 نوفمبر 1954  | أحمد بدرخان        |
| تاكسي الغرام     | 4 يناير 1954   | نيازي مصطفى        |
| عروسة المولد     | 26 ديسمبر 1954 | عباس كامل          |
| بياضة            | 4 مايو 1981    | أحمد ثروت          |

## ألحانه لمطربين ومطربات آخرين
- كارم محمود - قد كمال الأنس - من أشعار أمير الشعراء أحمد شوقي
- شفيق جلال - باقي دقيقة - من كلمات حسيب غباشي.
- شادية - ماتهونشي عليا - من كلمات مأمون الشناوي.
- إن فات عليك الهوى - من كلمات مأمون الشناوي.
- ياللي إنت قلبك - كلمات علي السوهاجي.
- فايزة أحمد - من الريح ماتنام - كلمات محمد إسماعيل.
- هذه القمرة - للشاعر مصطفى عبد الرحمن.
- هــدى سلطان - خلاص يا دنيا - كلمات علي السوهاجي.
- أنا إنــت - مأمون الشناوي
- يا تاكسي الغرام - كلمات جليل البنداري.

## روابط خارجية
- عبد العزيز محمود على موقع أرشيف الشارخ.
- عبد العزيز محمود على موقع IMDb (الإنجليزية)
- عبد العزيز محمود على موقع قاعدة بيانات الأفلام العربية
- عبد العزيز محمود على موقع قاعدة بيانات الفيلم (الإنجليزية)